# Хампстед (Северна Каролина)
Хампстед (енгл. Hampstead) насељено је место без административног статуса у америчкој савезној држави Северна Каролина.

## Демографија
По попису из 2010. године број становника је 4.083.
| Група             | 2000.    | 2010.         |
| Белци             | 0 (0,0%) | 3.673 (90,0%) |
| Афроамериканци    | 0 (0,0%) | 199 (4,9%)    |
| Азијати           | 0 (0,0%) | 19 (0,5%)     |
| Хиспаноамериканци | 0 (0,0%) | 133 (3,3%)    |
| Укупно            | 0        | 4.083         |